# Elezioni amministrative a San Marino del 2009
Le elezioni amministrative sammarinesi del 2009 si sono svolte il 7 giugno nei 9 castelli di San Marino per l'elezione della Giunta di Castello e del Capitano di Castello.

## Elezioni del 7 giugno 2009

### Città di San Marino
Totale seggi scrutinati
|                | Valore | Percentuale |
| -------------- | ------ | ----------- |
| Iscritti       | 3.215  |             |
| Votanti        | 1.552  | 48,27%      |
| Schede nulle   | 67     | 2,77%       |
| Schede bianche | 43     | 4,32%       |
| Voti validi    | 1.442  | 92,91%      |

| Candidati | Candidati          | Voti | %   |
| --------- | ------------------ | ---- | --- |
|           | Alessandro Barulli |      | 100 |

### Acquaviva
Totale seggi scrutinati
|                | Valore | Percentuale |
| -------------- | ------ | ----------- |
| Iscritti       | 1.269  |             |
| Votanti        | 861    | 67,85%      |
| Schede nulle   | 31     | 3,60%       |
| Schede bianche | 15     | 1,74%       |
| Voti validi    | 815    | 94,66%      |

| Candidati | Candidati                | Voti | %     |
| --------- | ------------------------ | ---- | ----- |
|           | Loretta Mary Grace Mazza |      | 50,92 |
|           | Claudio Morganti         |      | 49,08 |

### Borgo Maggiore
Totale seggi scrutinati
|                | Valore | Percentuale |
| -------------- | ------ | ----------- |
| Iscritti       | 4.456  |             |
| Votanti        | 2.508  | 56,28%      |
| Schede nulle   | 92     | 3,67%       |
| Schede bianche | 60     | 2,39%       |
| Voti validi    | 2.356  | 93,94%      |

| Candidati | Candidati        | Voti | %     |
| --------- | ---------------- | ---- | ----- |
|           | Sergio Nanni     |      | 38,62 |
|           | Federico Cavalli |      | 37,61 |
|           | Federico Cavalli |      | 23,77 |

## Elezioni del 29 novembre 2009
A seguito del non raggiungimento del quorum alle elezioni del 7 giugno 2009 del Capitano di Castello e della Giunta di San Marino città, è stata indetta una nuova elezione per la nomina del Capitano di Castello e della Giunta il 29 novembre 2009.

### San Marino città
Totale seggi scrutinati
|                | Valore | Percentuale |
| -------------- | ------ | ----------- |
| Iscritti       | 3.215  |             |
| Votanti        | 1.703  | 56,28%      |
| Schede nulle   | 70     | 4,11%       |
| Schede bianche | 32     | 1,88%       |
| Voti validi    | 1.601  | 94,01%      |

| Candidati | Candidati            | Voti | %     |
| --------- | -------------------- | ---- | ----- |
|           | Maria Teresa Beccari |      | 58,59 |
|           | Fabrizio Perotto     |      | 41,41 |